# Нестор Генко
Нѐстор Ка̀рлович Гѐнко (1839, Курляндска губерния, Руска империя – 1904, Мантон, Франция) е руски учен лесовъд.
Известен е със създадената от него водоразделен горски пояс в Уляновска област през 1886 – 1903 г., който носи името му. Участва в Руско-турската война (1877 – 1878) като офицер и околийски началник на Бургас.

## Произход
Първите сведения за рода Генко се отнасят към XVI век, когато представител на благороднически род от немски произход от Торун (Полша) участва във войните срещу Турция в състава на полската армия като старши лейтенант от кавалерията. За талантливо ръководство и проявена смелост Ян Хенко е удостоен с дворянска титла през 1683 г. През 1848 г. Сенатът на Руската империя потвърждава наследственото дворянство на семейството с родоначалник Иван Иосифович (Ян Йозефович) фон Генко. Нестор Карлович Генко е негов праправнук и е роден на 22 януари (3 февруари) 1839 година в имението Тадайкен, Курляндска губерния на Руската империя (днес в Латвия) в семейството на Карл Георгиевич Генко, и Вилгелмина-Мариана Швандер.

## Биография
Нестор получава начално образование в Тукумска прогимназия, след това учи в Академичната гимназия в Митава (сега град Йелгава), а след това следва в Горския институт в Петербург. През 1858 г. е назначен на работа в Лисинското учебно лесничейство, където през 1860 г. става прапорщик на егерския корпус. След продължаване на обучението си в офицерски класове през 1862 г. той става подпоручик.
Трудовата си дейност Нестор Карлович започва през 1860 г. като горски таксатор във Виленска губерния, продължава през 1861 г. в Беловежката гора, през 1862 г. – в Оренбургска губерния, а през 1863 г. е изпратен във Вятска губерния. За отлична работа през 1864 г. Нестор Карлович е командирован за една година в Прусия. Връщайки се в Русия, той работи във Виленска и Калужка губернии. През 1866 г. получава длъжност младши лесничей в Телерманското лесничейство, в състава на което е Шипова гора. През 1872 година, тази гора е отделена като Шиповско лесничейство, и Генко е назначен като лесничей и работи там до 1876 г. Тук за 10 години той селектира нова култура дъб, покарва пътища през сложния терен.
През 1876 г. Нестор Карлович внезапно, сякаш по здравословни причини, излиза в оставка. През 1877 г. той полага изпит в Петербургското пехотно училище и с чин на щабс-капитан е включен в Костромския пехотен полк на длъжност ротен командир и скоро е изпратен в действащата армия. Участва в Руско-турска война в боевете близо до Ташкисен, Далечни Комарци и прехода през Балкана. След края на войната остава в България като началник на околиите Димотика и Бургас, а след това е околийски началник на град Бургас (1879).
През 1880 г. Генко се връща на горска служба като младши учен-лесничей в Уделното ведомство (отговарящо за имотите на имперското семейство). Този период на неговата дейност е най-продуктивен. Тогава разработва нови инструкции (1883, 1893 години) и извършва инвентаризация на горите в огромни мащаби. Особено следва да се отбележи работата му в Беловежката гора, където Нестор Карлович въз основа на теоретична разработка за първи път прилага на практика разделянето на горските площи по видове горски насаждения.
Най-известен става с проектирането и осъществяването на защитни горски полоси с оглед защитата и увеличаване на добивите от степните територии във владение на имперския двор. Засаждането се извършва с цел населяване на тези райони и снабдяване на жителите с води и гори, както и с цел смекчаване на суровия климат на степите и предотвратяване на ерозията. В сухите степи на губерниите Самара, Волгоград и Воронеж към 1902 г. са засадени 13 хиляди хектара защитни горски полоси, които стават известни като „горите на Генко“. Тези полоси, с ширина между 400 и 600 метра са засадени основно върху чернозем съобразено с водосборните басейни. Основната им ориентация е от югозапад на североизток, перпендикулярно на преобладаващите сухи ветрове през лятото. Така климатът на заволжките степи се променя значително и времето доказва правилността на позицията на Генко срещу критиките на друг известен лесовъд Висоцки, който е противник на лесозащитните полоси в степта.
През 1903 се провежда всеруски конгрес на горските стопанства в Рига и Генко взема участие в дебатите. Същата година, по случай 100-годишнината на Горския институт Генко става негов почетен член, но поради здравословни проблеми не участва в честванията. Здравето му се влошава и през декември 1903 заминава на лечения в Ментон, южна Франция, където умира на 28 януари 1904 г.

## Семейство
След смъртта на Нестор Карлович остава голямо семейство – вдовицата му Мария Александровна (1861 – 1909) и десет деца. Най-големият син Нестор (1881 – 1937) завършва историко-филологическия факултет на Санктпетербургския университет и е известен като етнограф. Кирил (1889 – 1937) става учител по немски език и география, Евгений (1892 – 1937) е топограф и строител. Тримата са разстреляни по време на сталинските чистки през 1937 г. и впоследствие реабилитирани. Анатолий (1896 – 1941) — известен езиковед, кавказовед, историк, етнограф, е арестуван на два пъти и през 1941 г. умира в затвора в обсадения Ленинград.

## Трудове
1. Письмо в редакцию // Лесной журнал. 1886. № 1, С. 97 – 100.
2. О естественной смене хвойных лиственными породами и, наоборот, лиственных хвойными //Лесной журнал. 1886. № 4, С. 380 – 391.
3. Об учреждении при Лесном обществе бюро для рекомендации лесных техников //Лесной журнал. 1886. № 5, С. 478 – 482.
4. Об облесении южно-русских степей // Лесной журнал. 1886. № 3, С. 1 – 59.
5. К статистике лесов Европейской России. Спб, тип. Канцелярии санкт-петербургского градоначальника, 1988. 97 стр. с табл.
6. О лесах Кахетии // Лесной журнал. 1888. № 1. С. 4 – 14.
7. О повреждениях, причиненных пяденицей сосновым лесам в бассейне р. Суры // Лесной журнал. 1889. № 1, С. 65 – 73.
8. Тальниковое хозяйство в пойме р. Волги (Вводный доклад к VII Съезду лесохозяев) // Лесной журнал. 1889. № 4, С. 493 – 500.
9. Инструкция для устройства лесных дач Удельного ведомства. СПб. 1893, С. 5 – 115.
10. Разведение леса и устройство водосборных плотин на удельных степях. СПб, тип. Глав. Управления уделов, 1896. 95 стр.
11. Некролог (А. Р. Варгас де Бедемар) //Лесной журнал. 1902. № 4, С. 882 – 886.
12. Характеристика Беловежской Пущи и исторические данные о ней. СПб, тип. Санкт-петербургского градоначальника, 1903. 113 стр.
13. Ответная речь На доклад Г. Н. Высоцкого „О стимулах, препятствиях и проблемах разведения леса в степях России“ //Труды II Съезда деятелей по сельскохозяйственному опытному делу в С-Петербурге с 14 по 20 декабря 1902 года. Часть II. Протоколы заседаний Съезда с приложением некоторых докладов и сообщений. СПб., 1905. С. 186 – 191.